# پیترو وری
کنت پیترو وری (Pietro Verri)‏ (۱۲ دسامبر ۱۷۲۸ – ۲۸ ژوئن ۱۷۹۷)، یک اقتصاددان، مورخ، فیلسوف و نویسنده بود. در میان مهم‌ترین شخصیت‌های قرن هجدهم فرهنگ ایتالیایی، او یکی از پدران روشن‌گری اصلاح طلب لومبارد و مهم‌ترین مرجع پیشا اسمیتی در زمینی ارزانی و فراوانی به حساب می‌آید.

## اوان زندگی
پیترو وری در یک خانواده نجیب محافظه‌کار، پسر ارشد گابریل وری و باربارا داتی دیلا سوماگلیا در خانه‌ای از آرچینتوها در ۱۹ استامپا در میلان که در آن زمان تحت حاکمیت اتریش بود، متولد شد. او سه برادر داشت: الیساندرو، کارلو و جیوانی. بعد از مرگ برادرش، کارلو، او برادرزاده‌اش لویجی کاسلیگلیانو را بزرگ کرد و تأثیرات زیادی بر او برجا گذاشت. او در کالج یسوعی در مونزا، پنج سال (۱۷۴۰–۴۴) در کالج برنابایتس در سان آلیسندرو در میلان و دو سال (۱۷۴۴–۴۵) در روم در کالج نازارینو که توسط اسکولوپی رهبری می‌شد، تحصیل کرد. او تحصیلات قوی دینی فراگرفته و زمانی که به سن بیست سالگی رسید، آغاز به شورش کرد.
او به صورت داوطلبانه در جنگ هفت ساله خدمت کرد تا از تصمیم پدرش مبنی بر ثبت نام او در تحصیلات حقوقی فرار کند اما یک سال بعد آن را ترک نمود. در اواسط سپتامبر ۱۷۵۹ او با اقتصاددان هنری لوید دیدار کرده و یک دوستی مادام‌العمر را با او ایجاد نمود. وری به زودی بازنشسته شد که اقتصاد سیاسی باید مرکز تمام منافع جدی اجتماعی و سیاسی باشد. در زندگی ابتدائی‌اش او آثار دستوچس را ترجمه کرده و سال‌نامه‌های طنزی (Borlanda impasticciata, Gran Zoroastro و Mal di Milza) را در مورد جامعه میلان نوشت.
گام‌های ابتدائی وری در آموزش علم جامعه مدنی توسط چهار غول روشن‌فکر قرن هجدهم هدایت شده بود: مانتسکیو، وولتایر، روسو، دیوید هیوم، ادوارد گیبون و هلویتیوس. این دانشمندان به‌صورت ترکیبی دیدگاه‌های نوظهور او را در رابطه با قانون و جامعه مدنی، اهمیت فهم تاریخی، تمایلات سودگرایانه او و مخصوصاً مسائل اقتصادی وابسته به تجارت، پول، قرضه و مالیات، شکل دادند. در سال ۱۷۶۱ میلادی او با برادرش آلیساندرو با انجمن ادبی، the Società dei Pugni («انجمن مشت‌ها») معرفی شده و از سال ۱۷۶۴ میلادی مجله Il Caffè («قهوه‌خانه») را چاپ کردند. پیترو وری مؤسس، رهبر و مشارکت کننده فعال هر دو بود. قهوه‌خانه میان سال‌های ۱۷۶۴ و ۱۷۶۶ میلادی در مجلات متوالی چاپ شد که در دو جلد خلاصه شد. مجله ۱۰ جلد اول مقاله‌ای از پیترو وری داشت که نظریاتش را در مورد روح ادبیات ایتالیایی گنجانیده بود، این‌جا وری گالیلیه-نیوتنیسم را در سطح فلسفی به عنوان قوه‌ای برای نوسازی توصیف کرده و چارچوب جدیدی را، در روحیه‌ای که ما آن را در بالا نیوتنیسم اخلاقی نامیدیم، برای منطق علمی ارائه می‌دهد. مجله او یک مرجع مهم در روشن‌گری میلان شد. شخصیت‌های دیگری که در آن نوشتند عبارت از برادرش آلیساندرو، فیلسوف مشهور سیزار بیکاریا، آلفونسو لونگو و پیترو سیچی.

## اقتصاد سیاسی
در سال ۱۷۶۴ میلادی او همچنین وارد اداره عامه شد جاییکه به دلیل رفتارهای اصلاح طلبانه‌اش معروف شده بود: مخصوصاً او ابطال اخذ مالیات از طریق میانجی‌ها را پیشنهاد کرد. پس از یک بیلانس مستند در مورد تجارت ایالت میلان، در سال ۱۷۶۹ وری اثر برجسته‌اش،Elementi del Commercio («عناصر تجارت»)، را منتشر ساخت که از تفسیر وسیع لیبرالیسم در تجارت الهام گرفته بود. متعاقباً اثر Meditazioni sull'economia politica («تأمل در اقتصاد سیاسی»، ۱۷۷۱) منتشر شد، کتابی که حاوی ۴۰ بخش بود و زمانی که Meditiazioni وری منتشر شد به خوبی استقبال گردید. موفقیت او شایان توجه بود، در یک سال، چنج ویرایش مختلف آن تولید شد. به گفته شومپیتر، وری یکی از اولین اقتصاددانانی بود که موازنه پرداخت‌ها را متوجه شد و شومپیتر می‌افزاید وری مهم‌ترین مرجع پیشا اسمیتی در مورد ارزانی و فراوانی است.
کار او به وضوح یکی از چندین نمونه در ادبیات اقتصاد است که در جریان ربع قرن پس از ۱۷۵۰ میلادی ظهور اقتصاد سیاسی به عنوان یک علم جداگانه را نشان می‌دهد. پیترو وری اولین مشارکت سیستماتیک ناشی از دوره روشن‌گری لومباردرا در رشته اقتصاد سیاسی ارائه می‌کند. از نقطه نظری که اقتصاد سیاسی وری بیان می‌کند، ما یک دیدگاه جذاب از مهم‌ترین عناصر و مفاهیم مشخصه روشن‌گری لومبارد در جریان نیمه دوم قرن هجدهم به دست می‌آوریم.
Meditiazioni به سه بخش مختلف تقسیم می‌شود. اول، دربرگیرنده پنج بخش اول، اصول کلی این علم را با توضیح توسعه و رشد اقتصادی، دوران، تولید، مبادله، پول و قیمت‌ها، به‌طور کلی بیان می‌کند. این اصول کلی در مورد پول، صنعت، سود و دوران و جمعیت تکمیل و توضیح داده شده‌است. بخش دوم این اصول را در تعدادی از مسائل سیاست در اقتصاد سیاسی به کار می‌برد: توزیع دارایی زمین، اصناف و سایر انواع روش‌های پیش‌گیرانه از طریق امتیاز، کنترل قیمت، کنترل فروش، قوانین هزینه و برخی از مشاهدات مرتبط با جمعیت و زراعت. بخش سوم نظریهٔ مالی را ارائه کرده و سه بخش اخیر به عنوان نوعی خلاصه‌ای پیامدهای سیاست مطالب ارائه شده عمل می‌کند. ۵ ویرایش اول Meditiazioni حاوی اصطلاح ریاضیکی نیست اما برخی از پانوشت‌های که در ویرایش ششم اضافه شده‌است اندیشه اقتصادی وری را به شکل ریاضیکی تفسیر می‌کند.
هدف از اقتصاد سیاسی افزایش توان، قدرت و رضایت ملی است که از طریق افزایش جمعیت، انگیزه دادن به کارگران، افزایش تولید و موازنه مناسب بین آن و مصرف به‌دست می‌آید. موفقیت در به‌دست آوردن این هدف سیاست می‌تواند توسط حد اقل سه روش مختلف در نبود داده‌های مربوط به درآمد ملی قابل اعتماد، قسمی که وری ان را در نقاط مختلف رساله خود نشان می‌دهد، اندازه گردد. این‌ها عبارت از موازنه تجارت که او آن را اندازه‌گیری ناتمام می‌داند؛ سطح نرخ سود که او آن را یک معیار بهتر می‌داند و اندازه و ویژگی‌های جمعیت که او آن را بهترین معیار می‌داند به این دلیل که می‌تواند به صحیح‌ترین شکل اندازه گردد.
نظریهٔ اقتصادی وری بر سه موضوع تمرکز دارد: ۱. قیمت ها؛ ۲. موازنه جمعی؛ ۳. توزیع

### نظریهٔ قیمت‌ها
به گفته وری، قیمت مواد مصرفی مستقیماً به «نیازمندی» و معکوساً به فراوانی وابسته است. هدف وری از «نیازمندی» خواست تعریف ناشده نیست بلکه تقاضای مؤثر کالاست، یعنی سطح تقاضایی که مطلوبیت مورد نظر هر یک از کالاها بیش از قیمتی باشد که یک فرد آماده پرداخت آن برای به‌دست آوردن آن کالا است. وری با استدلال این‌که تقاضا عرضه را تنظیم می‌کند نه برعکس، بر حاکمیت مصرف‌کننده تأکید می‌کند. در مورد فراوانی، اساساً مربوط به نوع بازار است: زمانی که بازار به رقابت کامل نزدیک می‌شود، فراوانی از همه بیشتر است.

### موازنه‌ای میان تولید و مصرف
مشکل تعادل میان تولید (به تعبیر وری «بازتولید») و مصرف با بررسی دو مورد متضاد عدم تعادل مورد تجزیه و تحلیل قرار می‌گیرد. مشارکت وری این‌جا شدیداً به فرضیه‌های اساسی نظری نظریهٔ کنش او مرتبط است. این موضوع در مسائل خود نیز بسیار اصیل است.
مورد اولی زمانی اتفاق می‌آفتد که مصرف ملی بیش از تولید بوده و موازنه تجارت نامطلوب باشد. برخلاف هیوم، وری به خروج پول و کاهش تورم ناشی از آن توجهی ندارد. علاقه بیشتر معطوف میکانیزم‌های واقعی تعادل مجدد است. دو راه حل ممکن به بی‌تعادلی وجود دارد: اول آن منفی است و شامل عامل حرکت (مهاجرت بخشی از قوه کار) می‌شود. زمانی که راه حل دوم رایج شود، شاخه‌های جدید تولیدی در کشور ایجاد می‌گردند: این صنعت‌های جدید از لحاظ کیفیت و قیمت با آن‌های که در خارج قرار دارند و تقاضا به کالاهای وارد شده از آن وجود دارد، به رقابت می‌پردازند. این روند تعویض واردات، موازنه تجارت را تعادل مجدد می‌بخشد. با افزایش سایر بازار داخلی بهبودی در کشور رشد می‌کند. نقش ایده‌ها در این تصویر مرکزی است: یک صنف افراد موجودیت تقاضای ملی برای کالای‌های خاص را می‌دانند و نسبت به رقبای خارجی در شرایط بهتر آن را تولید می‌کنند.
در مورد دومی، مصرف کم‌تر از تولید است و موازنه تجارت مطلوب می‌باشد. در واقع، وری خود را درگیر نمایش این می‌سازد که یک موازنه مطلوب تجارت در شرایط خاصی امکان‌پذیر است که تورم یک پیامد الزامی آن نبوده و نهایتاً رشد جنبه واقعی اقتصاد با آن سازگار باشد. تورم صرف در صورتی اتفاق می‌افتد که تقاضای اضافی پولی با سختی‌های طرف عرضه تضاد داشته باشد (در این مورد، پول در دستان یک تعداد فروشندگان اصلاح ناشده «متوقف می‌شود»). با این حال؟ این مورد در یک ملت «مؤدب» زیاد محتمل نیست. وری این‌جا یک نوع میکانیزم انتقال هیوم-کانتیلون را بدون تورم توصیف می‌کند. پول اضافی که دست به دست می‌شود، صنعت را تحریک کرده و فاکتورهای بیکاری را سر کار می‌آورد. میکانیزم رشد خودپایدار وری مبتنی بر عاید روزافزون، نیازمندی‌های جدید و تولیدات جدید، نتیجه این انگیزه اولی است. این‌جا نیز، روحیه کارآفرینی یک بخش مهم را بازی می‌کند.

### توزیع
مانند بخش‌های دیگر مشارکت اقتصادی او، نظریهٔ توزیع وری نیز از نظریهٔ نیازمندی‌ها و خواست‌ها نشأت می‌کند. وری مانند بیشتر اقتصاددانان آن زمان جامعه‌ای را ترجیح می‌دهد که در آن وزنه‌ای طبقه متوسط بیشتر باشد. اعضای این طبقه به دلیل نیازمندی‌های شان انگیزه می‌گیرند تا سخت کار کرده شرایط زندگی شان را بهتر سازند. نامساوات در ثروت تا جاییکه معتدل و تدریجی باشد، یک انگیزه دیگر است که به همه امید برای برتر ساختن میزان اجتماعی می‌دهد. از سوی دیگر، زمانی که نامساوات بسیار بلند باشد، جامعه محکوم به فقر و یک وضعیت غیرپویا می‌شود. زمین‌داران ثروت‌مند، توجهی به کالاهایشان نداشته و تشویشی در مورد بهزیستی در آینده ندارند. از سوی دیگر، مردم فقیر، آن‌قدر فقیر هستند که با نیازمندی‌های بلندتر متأثر نمی‌شوند و امید بهتر ساختن شرایط زندگی شان را ندارند. درست مانند وضعیت نام‌تمدن، فقرا نیازمندی‌های اساسی دارند اما تصور و خواسته‌ای در زندگی آن‌ها نقشی ندارد. مساوات مطلق دارایی یک راه حل بهتر نیست. یگانه تأثیر قوانین رومی‌های زمین‌دار و نهادهای مشابه، از بین بردن امیال و ممانعت از توسعه است.

## کارهای فلسفی
در سال ۱۷۶۳ میلادی، مطالعات ابتدائی وری Meditiazioni sulla felicita – که معمولاً به عنوان یک رساله فلسفی طبقه‌بندی می‌شود – نوشته شد. وری بخش‌های بنیادی روی‌کردش دربارهٔ زندگی مدنی را بیان می‌کند. پس از آن، زمانی که مقاومت در برابر کارهای اصلاح طلانه او در مدیریت بیشتر می‌شود، وری خود را بیشتر به فلسفه وقف می‌کند. در سال ۱۷۷۳ میلادی او Dell'indole del piacere e del dolore («گفتمان در مورد لذت و درد») و متعاقباً در سال ۱۷۷۷ میلادی Osservazioni sulla tortura («مشاهدات در مورد شکنجه») را نوشت که در آن بر بی‌فایده و ظالمانه بودن شکنجه تأکید دارد.
او استدلال می‌کند که خواسته‌های بیش از حد که فراتر از امکان یا «توانایی» باشند، ناخوشنودی بار می‌آورند. جست‌جوی خوشحالی در قالب حذف ناخوشنودی یک مسئله محوری در فلسفه سیاسی پیترو وری را شکل می‌دهد. او از آغاز به عنوان یکی از پیشتازترین نمایندگان دیدگاه‌های یودیمونیا قرن هجدهم ظاهر می‌شود. وری استدلال می‌کند که خوشحالی را می‌توان به دو شکل جست‌جو کرد. خوشحالی در واقع، دربرگیرنده کاهش تفاوت بین دو عنصر خواسته‌ها و توانایی است: این کاهش می‌تواند از طریق عمل کردن بر هر یک آن دو عامل به‌دست آید؛ بنابراین می‌توان گفت که موضوع خوشحالی زمانی که به یک تفاوت پایین آورده شود، یا از طریق «علاوه کردن» (قدرت) یا با «کم کردن» (خواسته‌ها) به‌دست آورده می‌شود. وری اعلام می‌کند که علاوه کردن بهتر است. علاوه کردن در قالب بزرگ‌سازی توان، مسیر اصلی به سعادت و خوشحالی را در مقایسه با بررسی‌کردن خواسته‌ها فراهم می‌کند. اما وری به عنوان شرطی برای خوشحالی، بر خلاقیت تأکید ویژه‌ای می‌کند تا این‌که از هر چه در اختیار داریم از آن لذت ببریم.
دو اثر مهم او (گفتمان در مورد ماهیت لذت و درد (Discourse on the Nature of Pleasure and Pain)، ۱۷۷۳؛ ریاضیت برای سعادت (Meditations on Happiness)، ۱۷۸۱) حاوی ایده‌های جدید و مبتکرانه در مورد عمل‌کرد درد و قانون تضادها است که پس از او کانت، شوپنهاور و وونت آن را پذیرفته و توسط دوموند، بویلیر و ریگالیا مورد بحث قرار گرفت.

## تأثیرات
مطالعه جامع نوشته‌های اقتصادی و فلسفی وری در امر تجزیه و تحلیل تأثیر متقابل میان نظریهٔ حس اخلاقی، قانون‌گذاری و چارچوب رقابتی اقتصاد بازار یک طرز دید جدیدی را پیشنهاد می‌کند که با فهم رابطه مشابه در سایر نویسندگان قرن هجدهم، از جمله آدام اسمیت، بی‌ربط نیست. به این دلیل که Meditazioni وری به وضوح در تحقیق «تاریخی» عواطف اخلاقی و روشی که این‌ها ممکن است بر پی‌گیری منافع خصوصی یا عمومی و ویژگی‌های قانون‌گذاری تأثیر بگذارند، ریشه دارد.
تأثیر وری را می‌توان ابتدا در دوست و همکارش از قهوه‌خانه (Il Caffè) در اثر معروف بیکاریا در مورد جرایم و مجازات، دید. بیکاریا به‌صورت گسترده از وری الهام گرفته و توسط او دفاع شده‌است. در مقاله هذا پیشنهاد می‌شود که برخی از اصول اساسی اقتصاد سیاسی پیترو وری با توجه به شهودات و قضایا و نظریات خاص بازنگری شود: به‌طور مثال، آن‌ها با مفهوم اقتصاد خود وری – مفهوم اصلی آن – ربط داده شوند. فیلسوف قرن هجدهم، کاندیلاک ظاهراً با ایده‌های وری در مورد اصلاح زمین هم‌نظر بوده‌است. در قرن نوزدهم، جین باپتیست سی رویه مطلوبی را در برابر برخورد وری با کار مؤلد و غیر مؤلد نشان داد.
همچنین کتاب‌های وری به وولتایر رسید و طبق گزارش دی فیلیس، وولتایر کتاب Meditazioni وری را چنین توصیف کرده‌است که «واقعی‌ترین، عاقلانه‌ترین و واضح‌ترین» کتابی است که او دربارهٔ اقتصاد سیاسی خوانده‌است، اما در کارهای وولتایر هیچ نامه‌ای از وولتایر به وری یا هیچ نوع ارجاع مشابه به کار وری در ویرایش معیاری جمع‌آوری شده و ولتایر دیده نمی‌شود. با این حال، کاسپاری سپاس‌گزاری وولتایر به وری را به دلیل فرستادن یک نسخه Meditazioni به او دقیقاً در تاریخ ۱۹ مارس ۱۷۷۲ میلادی در حاکمیت مائوری، ذکر می‌کند.
کتابخانه شخصی آدام اسمیت شامل دو کاپی اقتصاد سیاسی وری (سال ۱۷۷۱ و ۱۷۷۲) می‌شد. توانایی مطالعه ایتالیایی آدام اسمیت به خوبی مستندسازی شده‌است. مضامین تأثیر محتمل وری بر اسمیت (این تحلیل مبتنی بر مقایسه اقتصاد سیاسی وری با ثروت ملت‌های اسمیت می‌باشد) می‌تواند به شکل ذیل خلاصه شود:
- یک تأکید قوی بر موازنه مصرف و تولید که در متن اسمیت بازتاب یافته‌است.
- اقتصاد سیاسی عرضه مؤثر – یعنی، ارزانی و فراوانی – مبتنی بر نظریهٔ قیمت و با انتقاد در مورد ایده بی‌تأثیر بودن پول
- مفهوم نظم خود به خودی – یعنی، نظم در نتیجه عمل انسان اما نه طراحی شده توسط انسان – که وری آن را از تحلیل اثرات مخرب ممنوعیت‌های تجارت جواری دریافته بود
- قوانین برای نظام مؤثر مالیاتی.[۲۹]

با وجود ارجاع‌های مناسب مراجع همانند مک‌کولوچ و انگرام به وری، ثروت وری به عنوان یک اقتصاددان نسبت به شایستگی‌هایش کم‌تر بود.

## اواخر زندگی و کارهایش
در سال ۱۷۷۷ میلادی، او Storia di Milano («تاریخ میلان»، در دو جلد، ۱۷۸۳ و ۱۷۹۸ میلادی)، یک نمونه برجسته تاریخ‌نگاری روشن‌گری، را شروع کرد. اصلاح طلبی کلیسایی جوزف دوم اتریش الهام‌بخش کتاب Dialogo fra Pio VI e Giuseppe II a Vienna («دیالوگ بین پیوس ششم و جوزف دوم در وین»، ۱۷۸۲ میلادی) و متعاقباً La Decadenza del Papa («زوال پاپ») او شد که از ناامیدی او از نبود تأثیرات ایده‌های روشن‌گری بر حکومت پاپ‌ها مشخص می‌شود. استبداد فزاینده جوزف دوم باعث شد تا وری همه سمت‌هایش در اداره اتریش لومباردی را در سال ۱۷۸۶ میلادی ترک کند؛ ده سال بعد، پس از تهاجم فرانسه، او به عنوان یک عضو شهرداری میلان بازگشت و یکی از مؤسسین جمهوری سیزالپین شد. با این حال، وری هرچند با افراط جاکوبین مخالفت می‌کرد، امکان بهبود اخلاقی و اقتصادی پس از انقلاب فرانسه را استقبال کرد که به باور او به نوبه‌ای خود متأثر شده از جنبش روشن‌گری بود. در سال ۱۷۸۶ میلادی او به عنوان عضو خارجی آکادمی سلطنتی علوم سوئدی انتخاب شد.
در شب ۲۸ ژوئن ۱۷۹۷، در جریان یک ملاقات در تالار شهرداری، او به عمر شست و هشت سالگی و در اثر سکته ناگهانی درگذشت. او در کلیسای مریم مقدس لازارتو دی اورناگو، نزدیک همسر اولش دفن شد.
از دوصدمین سال‌یاد مرگ وری بر روی استمپ پستی ایتالیا در سال ۱۹۹۷ یادبود به عمل آمد.

## ارجاعات
1. ↑  (^ Angolani Bartolo, Gli Scritti di argomento familiare e autobiografico di Pietro Verri, Rivista di storia della filosofia. Fascicolo 3, 2007 (Firenze : [poi] Milano: La Nuova Italia ; Franco Angeli, 2007)
2. ↑  "Castiglioni, Luigi (1757-1832), naturalist, author, and politician". American National Biography (به انگلیسی). doi:10.1093/anb/9780198606697.article.2001595. Retrieved 2021-06-11.
3. ↑  Porta, Pier Luigi. 2011. "Lombard Enlightenment and Classical Political Economy". European Journal of the History of Economic Thought. 18 (4): 521–550.
4. ↑  Verri, Pietro, Barbara McGilvray, and Peter D. Groenewegen. Reflections on Political Economy. Fairfield (N.J. : Kelley, 1993. Print
5. ↑  Bianchini (2002)
6. ↑  Bruni, Luigino, and Pier L. Porta. "Economia Civile and Pubblica Felicita in the Italian Enlightenment." History of Political Economy. 35 (2003): 361. Print.(Page-365)
7. ↑  Schumpeter, Joseph A, and Elizabeth B. Schumpeter. History of Economic Analysis. London: Routledge, 1997. Print.(page-273)
8. ↑  Verri, Pietro, Barbara McGilvray, and Peter D. Groenewegen. Reflections on Political Economy. Fairfield (N.J. : Kelley, 1993. Print (page-274)
9. ↑  Porta, Pier L, and Roberto Scazzieri. Pietro Verri's Contribution to the Economic Theory of the 18th Century: Commercial Society, Civil Society and Governance of the Economy. Milano: Università di Milano, Istituto di Economia Politica, 1998. Print (page-3)
10. ↑  Verri, Pietro, Barbara McGilvray, and Peter D. Groenewegen. Reflections on Political Economy. Fairfield (N.J. : Kelley, 1993. Print (page-275)
11. ↑  Tubaro, Paola. "A Case Study in Early Mathematical Economics: Pietro Verri and Paolo Frisi, 1772." Journal of the History of Economic Thought. 24.2 (2002): 195–214. Print (page- 195)
12. ↑  Marco E. L. Guidi PAIN AND HUMAN ACTION: LOCKE TO BENTHAM DSS PAPERS STO 1–95
13. ↑  Verri, P. (1781) "Discorso sull'indole del piacere e del dolore (1st edition 1773, 2nd ed. 1881)", in Id. , Del piacere e del dolore ed altri scritti di filosofia ed economia, R.De Felice ed. , Feltrinelli, Milano 1964.(page-144)
14. ↑  Verri, P. (1781) "Discorso sull'indole del piacere e del dolore (1st edition 1773, 2nd ed. 1881)", in Id. , Del piacere e del dolore ed altri scritti di filosofia ed economia, R.De Felice ed. , Feltrinelli, Milano 1964.(page-137-139)
15. ↑  Verri, P. (1781) "Discorso sull'indole del piacere e del dolore (1st edition 1773, 2nd ed. 1881)", in Id. , Del piacere e del dolore ed altri scritti di filosofia ed economia, R.De Felice ed. , Feltrinelli, Milano 1964.
16. 1 2  Verri, P. (1781) "Discorso sull'indole del piacere e del dolore (1st edition 1773, 2nd ed. 1881)", in Id. , Del piacere e del dolore ed altri scritti di filosofia ed economia, R.De Felice ed. , Feltrinelli, Milano 1964 (page-151)
17. ↑  Rother, Wolfgang (2008). "Il dolore è il principio motore di tutto l'uman essere". Pietro Verri e Cesare Beccaria al di là della felicità, in Piero Giordanetti, Giambattista Gori, Maddalena Mazzocut-Mis (eds.): Il secolo dei Lumi e l'oscuro. Milano, Udine: Mimesis. pp. 71–84. ISBN 978-8-88-483789-9.
18. ↑  Rother, Wolfgang (2012). Felicità, ragione, interesse e dovere. Aspetti della filosofia morale di Pietro Verri, in Anna Maria Rao (ed.): Felicità pubblica e felicità privata nel Settecento. Roma: Edizioni di Storia e Letteratura. pp. 93–100. ISBN 978-88-6372-461-5.
19. ↑  Rother, Wolfgang (2014). "Folter und Todesstrafe. Cesare Beccaria und Pietro Verri im europäischen Kontext", in Frank Jung, Thomas Kroll (eds.): Italien und Europa. Die Zirkulation der Ideen im Zeitalter der Aufklärung. Paderborn: Wilhelm Fink. pp. 143–59. ISBN 978-3-7705-5087-6.
20. ↑  Rother, Wolfgang (2016). "Contractualism and Humaneness. The Philosophical Framework of Pietro Verri's and Cesare Beccaria's Arguments on Interrogational Torture and Capital Punishment". Beccaria. Revue d'histoire du droit de punir. 2: 69–89.
21. ↑  (Verri, P. (1781) "Discorso sull'indole del piacere e del dolore (1st edition 1773, 2nd ed. 1881)", in Id. , Del piacere e del dolore ed altri scritti di filosofia ed economia, R.De Felice ed. , Feltrinelli, Milano 1964)
22. ↑  Bruni, Luigino, and Pier L. Porta. "Economia Civile and Pubblica Felicita in the Italian Enlightenment." History of Political Economy. 35 (2003): 361. Print.(page-366)
23. ↑  1 Bouvy, Le comte Pietro Verri et son temps, Paris, 1893.
24. ↑  Porta, Pier L, and Roberto Scazzieri. Pietro Verri's Contribution to the Economic Theory of the 18th Century: Commercial Society, Civil Society and Governance of the Economy. Milano: Università di Milano, Istituto di Economia Politica, 1998. Print.(page-27)
25. ↑  Porta, Pier L, and Roberto Scazzieri. Pietro Verri's Contribution to the Economic Theory of the 18th Century: Commercial Society, Civil Society and Governance of the Economy. Milano: Università di Milano, Istituto di Economia Politica, 1998. Print.
26. ↑  Carlo Capra. Pietro Verri e il suo tempo, 2 vols. Milano: Cisalpino (ed.), 1999. (page-424) Pp. X-1137. ISBN 88-323-4569-2.
27. ↑  (Felice 1964, p. 127)
28. ↑  (Caspari 1929, p. 240 and note)
29. ↑  Porta, Pier L. "Lombard Enlightenment and Classical Political Economy." European Journal of the History of Economic Thought. 18.4 (2011): 521–550. Print. (Page-542-543)